# Горинці
45°21′ пн. ш. 15°20′ сх. д. / 45.35° пн. ш. 15.34° сх. д.
Горинці (хорв. Gorinci) — населений пункт у Хорватії, у Карловацькій жупанії у складі громади Генеральський Стол.

## Населення
Населення за даними перепису 2011 року становило 91 осіб.
Динаміка чисельності населення поселення: